# عمرو بن قيس الملائي
عمرو بن قيس أبو عبد الله الكوفي الملائي نسبة لبيع الملاء. من أئمة الحديث وهو ثقة متقن. كان من عباد أهل الكوفة وقرائهم، حافظا من أولياء الله. وكان يقال انه من الأبدال. وكان سفيان الثوري يفتن فيه افتنانًا. يثني عليه ويعظمه. كان عمرو بن قيس إذَا نَظَرَ إِلَى أهل السوق، بَكَى، وَقَالَ: مَا أَغفَلَ هَؤُلاَءِ عَمَّا أُعِدَّ لَهُم". وكان يقول: إِذَا اشْتَغَلتَ بِنَفْسِكَ، ذَهِلْتَ عَنِ النَّاسِ. مات سنة أربعين ومائة.

## أخباره
- حدثنا أبو بكر، ثنا عبد الله، حدثني أبو عبد الله الأزدي، ثنا مسدد، عن بعض أصحابه، عن سفيان الثوري، قال: خمسة من أهل الكوفة يزدادون في كل يوم خيرا، فذكر ابن أبجر، وأبو حيان التيمي، وعمرو بن قيس، وابن سوقة، وأبا سنان.[5]
- حدثنا عبد الله بن محمد بن جعفر، ثنا علي بن أبي علي، ثنا جعفر بن كزال، حدثني محمد بن بشير، ثنا المحاربي قال: قال لي سفيان: " عمرو بن قيس هو الذي أدبني وعلمني قراءة القرآن، وعلمني الفرائض، فكنت أطلبه في سوقه، فإن لم أجده في سوقه وجدته في بيته، إما أن يصلي، وإما يقرأ في المصحف، كأنه يبادر أمورا تفوته، فإن لم أجده في بيته وجدته في بعض مساجد الكوفة، في زاوية من بعض زوايا المسجد، كأنه سارق، قاعدا يبكي، فإن لم أجده وجدته في المقبرة قاعدا ينوح على نفسه.
- حدثنا عبد الله بن محمد، ثنا محمد بن أحمد بن تميم، ثنا محمد بن حميد، ثنا الحكم بن بشير، عن عمرو بن قيس قال: «ثلاث من رءوس التواضع: أن تبدأ بالسلام على من لقيت، وأن ترضى بالمجلس الدون من الشرف، وأن لا تحب الرياء والسمعة والمدحة في عمل الله».[6]

## روايته للحديث النبوي
- رَوَى عَن: الأسود بْن قيس، وثور بن أَبي فاختة، وجبلة ابن سحيم، والحجاج بْن أرطاة، والحر بن الصياح، والحكم ابن عتيبة، وحماد بْن أَبي سُلَيْمان، وزبيد اليامي، وسُلَيْمان الأعمش، وعاصم بْن أَبي النجود، وعَبْد اللَّه بْن عِيسَى بْن عَبْد الرَّحْمَنِ بْن أَبي ليلى، وعبد الرحمن بن سَعِيد بن وهب الهمنداني، وعطية العوفي، وعكرمة مولى ابن عباس، وعمارة بْن غزية، وعَمْرو بْن مرة، وعون بْن أَبي جحيفة، وعيسى بْن عَبْد الرحمن الزرقي، وفرات القزاز، ومُحَمَّد بْن جحادة، والمنهال بْن عَمْرو، ويحيى بْن عَبد اللَّهِ الجابر، وأبي إسحاق السبيعي.[7]
- رَوَى عَنه: أسباط بْن مُحَمَّد القرشي، وأَبُو يحيى إِسْمَاعِيل بْن إِبْرَاهِيم التَّيْمِيّ، وإسماعيل بْن أَبي خالد، وهو أكبر منه، وإسماعيل بْن زكريا، وحسين بْن حسن الأشقر، وحصين بْن مخارق بن عبد الرحمانم بن جنادة، وحفص ابن عُمَر بْن حَكِيم، والحكم بْن بشير بْن سلمان، وحنان بْن سدير ابن حَكِيم بْن صهيب الصيرفي، وخلاد الصفار، وداود بن عبد الحميد المعني الكوفي، وسَعِيد بْن الصلت الكوفي قاضي شيراز، وسفيان الثوري، وعَبْد الرحمن بْن مُحَمَّد المحاربي، وعُمَر بْن شبيب المسلي، وعَمْرو بْن أَبي قيس الرازي، ومُحَمَّد بْن الْحَسَن بْن أَبي يزيد الهمداني، ومحمد ابن عَبد المَلِك الواسطي الكبير، ومُحَمَّد بْن عُيَيْنَة أخو سفيان بْن عُيَيْنَة، ومُحَمَّد بْن كثير القرشي الكوفي، ومصعب بْن سلام، وهارو بْن المغيرة الرازي، وأَبُو إسحاق الأشجعي الكوفي، وأَبُو خالد الأحمر.[8]

## أقوال العلماء فيه
الجرح والتعديل
- قال أبو أحمد بن عدي الجرجاني: من ثقات أهل العلم وأفاضلهم.
- قال أبو حاتم الرازي: ثقة.
- قال أبو حاتم بن حبان البستي: من ثقات أهل الكوفة ومتقنيهم وعباد أهل بلده وقرائهم.
- قال أبو زرعة الرازي: ثقة مأمون.
- قال أبو عيسى الترمذي: وثقه، ذكره في الصحيح، وقال مرة: ثقة حافظ.
- قال أحمد بن حنبل: ثقة.
- قال أحمد بن شعيب النسائي: ثقة.
- قال أحمد بن صالح الجيلي: ثقة من كبار الكوفيين.
- قال ابن حجر العسقلاني: ثقة عابد متقن.
- قال سفيان الثوري: حسبك به شيخا.
- قال عبد الرحمن بن يوسف بن خراش: وثقه.
- قال محمد بن عبد الله بن نمير: وثقه.
- قال يحيى بن معين: ثقة.
- قال يعقوب بن سفيان الفسوي: وثقه.